# Кіца (селище)
Кіца (рос. Кица) — станція у Кольському районі Мурманської області Російської Федерації.
Населення становить 45 осіб. Належить до муніципального утворення Пушненське сільське поселення .

## Населення
| 2002 | 2010 |
| ---- | ---- |
| 78   | ↘45  |